# Fossils
Fossils (Bengali: ফসিলস) é uma banda de bangla rock formada em Calcutá , Bengala Ocidental , Índia , em 1998. O grupo é considerado uma das bandas pioneiras de Blanga rock, na cena musical de Calcutá.
A banda é composta atualmente por Rupam Islam (vocais, compositor e letrista), Deep Ghosh (guitarra, backing vocals), Allan Ao (guitarra, backing vocals), Chandramouli Biswas (baixo, backing vocals), e Tanmoy (bateria e percussão).
Sua música é aromatizado por uma mistura de blues, rock e psicodelia, junto com vocal de Rupam Islam em suas interpretações de suas características letras psicanalíticas. Eles são conhecidos por sua crítica social e invocação de causas, tais como o bem-estar de pessoas soro-positivas.
Como a maioria das outras bandas Bengalis, a banda canta suas músicas língua Bengali.